# Катсіно-Сабдівіжн 18
Катсіно-Сабдівіжн 18 (англ. Quatsino Subdivision 18) — індіанська резервація в Канаді, у провінції Британська Колумбія, у межах регіонального округу Маунт-Веддінґтон.

## Населення
За даними перепису 2016 року, індіанська резервація нараховувала 224 особи, показавши зростання на 4,7%, порівняно з 2011-м роком. Середня густина населення становила 927,5 осіб/км².
З офіційних мов обидвома одночасно не володів жоден з жителів, тільки англійською — 225. Усього 25 осіб вважали рідною мовою не одну з офіційних, з них усі — одну з корінних мов.
Працездатне населення становило 57,6% усього населення, рівень безробіття — 10,5%.

## Клімат
Середня річна температура становить 8,7°C, середня максимальна – 17,7°C, а середня мінімальна – -0,8°C. Середня річна кількість опадів – 2 439 мм.
| Клімат поселення                              | Клімат поселення | Клімат поселення | Клімат поселення | Клімат поселення | Клімат поселення | Клімат поселення | Клімат поселення | Клімат поселення | Клімат поселення | Клімат поселення | Клімат поселення | Клімат поселення | Клімат поселення |
| Показник                                      | Січ.             | Лют.             | Бер.             | Квіт.            | Трав.            | Черв.            | Лип.             | Серп.            | Вер.             | Жовт.            | Лист.            | Груд.            |                  |
| Середній максимум, °C                         | 7,44             | 8,38             | 9,65             | 11,48            | 14,03            | 16,43            | 17,36            | 17,68            | 15,73            | 12,07            | 8,17             | 6,12             |                  |
| Середня температура, °C                       | 3,33             | 4,27             | 5,55             | 7,37             | 9,93             | 12,34            | 14,73            | 15,02            | 13,08            | 9,45             | 5,54             | 3,47             |                  |
| Середній мінімум, °C                          | −0,78            | 0,18             | 1,43             | 3,27             | 5,82             | 8,23             | 12,09            | 12,40            | 10,45            | 6,80             | 2,90             | 0,85             |                  |
| Норма опадів, мм                              | 324              | 236              | 210              | 167              | 107              | 92               | 60               | 80               | 138              | 311              | 368              | 346              |                  |
| Середньомісячна швидкість вітру, м/с          | 5.78             | 5.32             | 4.83             | 4.46             | 4.04             | 3.81             | 3.58             | 3.42             | 3.60             | 4.60             | 5.50             | 5.59             |                  |
| Середньомісячна сонячна радіація, кДж/м²·день | 2698             | 5261             | 9235             | 13689            | 17496            | 18664            | 19044            | 16199            | 11793            | 6370             | 3098             | 2117             |                  |
| --------------------------------------------- | ---------------- | ---------------- | ---------------- | ---------------- | ---------------- | ---------------- | ---------------- | ---------------- | ---------------- | ---------------- | ---------------- | ---------------- | ---------------- |
| Джерело:                                      |                  |                  |                  |                  |                  |                  |                  |                  |                  |                  |                  |                  |                  |